# Lista över hav
Denna lista över hav tar upp större havsomåden som getts namn som användes globalt

## Oceaner

### Atlanten
- Hudsonbukten (Hudson Bay)
  - Jamesbukten
- Baffinbukten
- Saint Lawrenceviken
- Bay of Fundy
- Sargassohavet
- Mexikanska golfen
- Karibiska havet
- Grönlandshavet
- Norska havet
- Nordsjön
  - Skagerrak
  - Kattegatt
  - Öresund
  - Bälthavet

- Östersjön
  - Bottniska viken
  - Finska viken
  - Rigabukten
- Biscayabukten
- Medelhavet
  - Adriatiska havet
  - Egeiska havet
  - Joniska havet
  - Tyrrenska havet
  - Liguriska havet
- Svarta havet
  - Azovska sjön

### Indiska oceanen
- Röda havet
- Adenviken
- Persiska viken
- Omanviken
- Arabiska havet
- Bengaliska viken
- Thailandviken
- Javasjön
- Andamansjön

### Stilla havet
- Berings hav
- Alaskagolfen
- Californiaviken (Cortez hav)
- Ochotska havet
- Japanska havet
- Gula havet
- Östkinesiska havet
- Sydkinesiska havet
- Sulusjön
- Celebessjön eller Sulawesisjön
- Filippinska sjön
- Floreshavet
- Bandasjön
- Arafurasjön
- Timorsjön
- Carpentariaviken
- Korallhavet
- Tasmanhavet
- Bismarckhavet
- Solomonhavet
- Seramsjön (Ceramsjön)
- Molucksjön
- Sawusjön

### Norra Ishavet
- Barentshav
- Karahavet
- Beauforts hav
- Grönlandshavet
- Tjuktjerhavet
- Laptevhavet
- Östsibiriska havet
- Vita havet
- Lincolnhavet

### Antarktiska oceanen
- Amundsenhavet
- Bellingshausenhavet
- Davishavet
- Dumont d'Urvillehavet
- Kong Haakon VII:s hav
- Mawsonhavet
- Rosshavet
- Scotiahavet
- Tasmanhavet
- Weddellhavet

- Stora Australbukten
- Encounterbukten
- Spencerviken

## Havhelt omslutna av land
- Aralsjön
- Kaspiska havet
- Döda havet
- Stora Saltsjön (Great Salt Lake)